# Adoretus lajoyi
Adoretus lajoyi är en skalbaggsart som beskrevs av Ohaus 1914. Adoretus lajoyi ingår i släktet Adoretus och familjen Rutelidae. Inga underarter finns listade i Catalogue of Life.